# 伊萬尼夫齊 (穆卡切沃區)
48°28′18″N 22°38′43″E / 48.47167°N 22.64528°E
伊万尼夫齐（烏克蘭語：Іванівці），是烏克蘭西部外喀爾巴阡州穆卡切沃區伊万尼夫齐市镇内的村落及其行政中心。始建於1400年，面積1.74平方公里，海拔高度117米，2001年人口1,222，人口密度每平方公里703.92人。